# Campeonato de Estados Unidos de Fórmula 4
El Campeonato de Estados Unidos de Fórmula 4 (oficialmente Formula 4 United States Championship), es una categoría de monoplazas disputada bajo las regulaciones de Fórmula 4 de la Federación Internacional del Automóvil en los Estados Unidos, siendo su primera edición en 2016.

## Formato
Cada fecha del campeonato consiste en tres carreras, compitiendo junto a otras categorías automovilísticas de los Estados Unidos y, en 2017, Canadá.
El chasis es construido por Onroak Automotive y el motor es un Honda K20 de 2000cc. Los neumáticos son proporcionados por Pirelli. El costo total del piloto para competir en una temporada completa se estima en US$115000.

### Sistema de puntos
| Posición | 1.º | 2.º | 3.º | 4.º | 5.º | 6.º | 7.º | 8.º | 9.º | 10.º |
| Puntos   | 25  | 18  | 15  | 12  | 10  | 8   | 6   | 4   | 2   | 1    |
| Fuente:  |     |     |     |     |     |     |     |     |     |      |

## Campeones

### Pilotos
| Año      | Piloto             | Equipo                                |
| -------- | ------------------ | ------------------------------------- |
| 2016     | Cameron Das        | JDX Racing                            |
| 2017     | Kyle Kirkwood      | Cape Motorsports                      |
| 2018     | Dakota Dickerson   | Crosslink Racing with Kiwi Motorsport |
| 2019     | Joshua Car         | Crosslink Racing with Kiwi Motorsport |
| 2020     | Hunter Yeany       | Velocity Racing Development           |
| 2021     | Noel León          | DEForce Racing                        |
| 2022     | Lochie Hughes      | Jay Howard Driver Development         |
| 2023     | Patrick Woods-Toth | Crosslink/Kiwi Motorsport             |
| Fuentes: |                    |                                       |

### Equipos
| Año  | Equipo                                |
| ---- | ------------------------------------- |
| 2016 | JDX Racing                            |
| 2017 | Cape Motorsports                      |
| 2018 | Crosslink Racing with Kiwi Motorsport |
| 2019 | Crosslink Racing with Kiwi Motorsport |
| 2020 | Crosslink Racing with Kiwi Motorsport |
| 2021 | Velocity Racing Development           |
| 2022 | Crosslink/Kiwi Motorsport             |
| 2023 | Crosslink/Kiwi Motorsport             |

## Circuitos
- Negrita denota un circuito de Fórmula 1 que actualmente está en el calendario.

- La cursiva denota un antiguo circuito de Fórmula 1.

| Número   | Países, Circuitos                     | Temporadas            |
| -------- | ------------------------------------- | --------------------- |
| 1        | New Jersey Motorsports Park           | 2016                  |
| 2        | Homestead-Miami Speedway              | 2016-2017, 2020       |
| 3        | Indianapolis Motor Speedway           | 2017                  |
| 4        | Canadian Tire Motorsport Park         | 2017                  |
| 5        | Mid-Ohio Sports Car Course            | 2016-Act.             |
| 6        | Road Atlanta                          | 2016, 2018-2019, 2021 |
| 7        | Virginia International Raceway        | 2017-Act.             |
| 8        | Circuito de las Américas              | 2017-Act.             |
| 9        | Pittsburgh International Race Complex | 2018                  |
| 10       | New Jersey Motorsports Park           | 2018                  |
| 11       | Sebring International Raceway         | 2019                  |
| 12       | Barber Motorsports Park               | 2020                  |
| 13       | Road America                          | 2021                  |
| 14       | Brainerd International Raceway        | 2021                  |
| Fuentes: |                                       |                       |